# 五条為庸
五条為庸（ごじょう ためのぶ、元和5年（1615年）6月23日 - 延宝5年（1677年）11月2日）は、江戸時代前期の公卿。

## 官歴
- 寛永8年（1631年）：従五位下、文章得業生、侍従
- 寛永10年（1633年）：従五位上
- 寛永14年（1637年）：正五位下
- 寛永17年（1640年）：文章博士
- 寛永18年（1641年）：従四位下、少納言、大内記
- 寛永21年（1644年）：従四位上
- 慶安元年（1648年）：正四位下
- 承応3年（1654年）：従三位、式部権大輔
- 明暦元年（1655年）：大学頭
- 万治元年（1658年）：正三位
- 万治2年（1659年）：参議、踏歌外弁
- 寛文6年（1667年）：従二位、権中納言
- 延宝元年（1673年）：正二位
- 延宝4年（1676年）：権大納言

## 系譜
- 父：五条為適
- 弟：若江理長
- 子：五条為致
- 子：唐橋在庸
- 子：清岡長時
- 子：桒原長義
- 子：唐橋在隆
- 子：五条為房